# Velcra

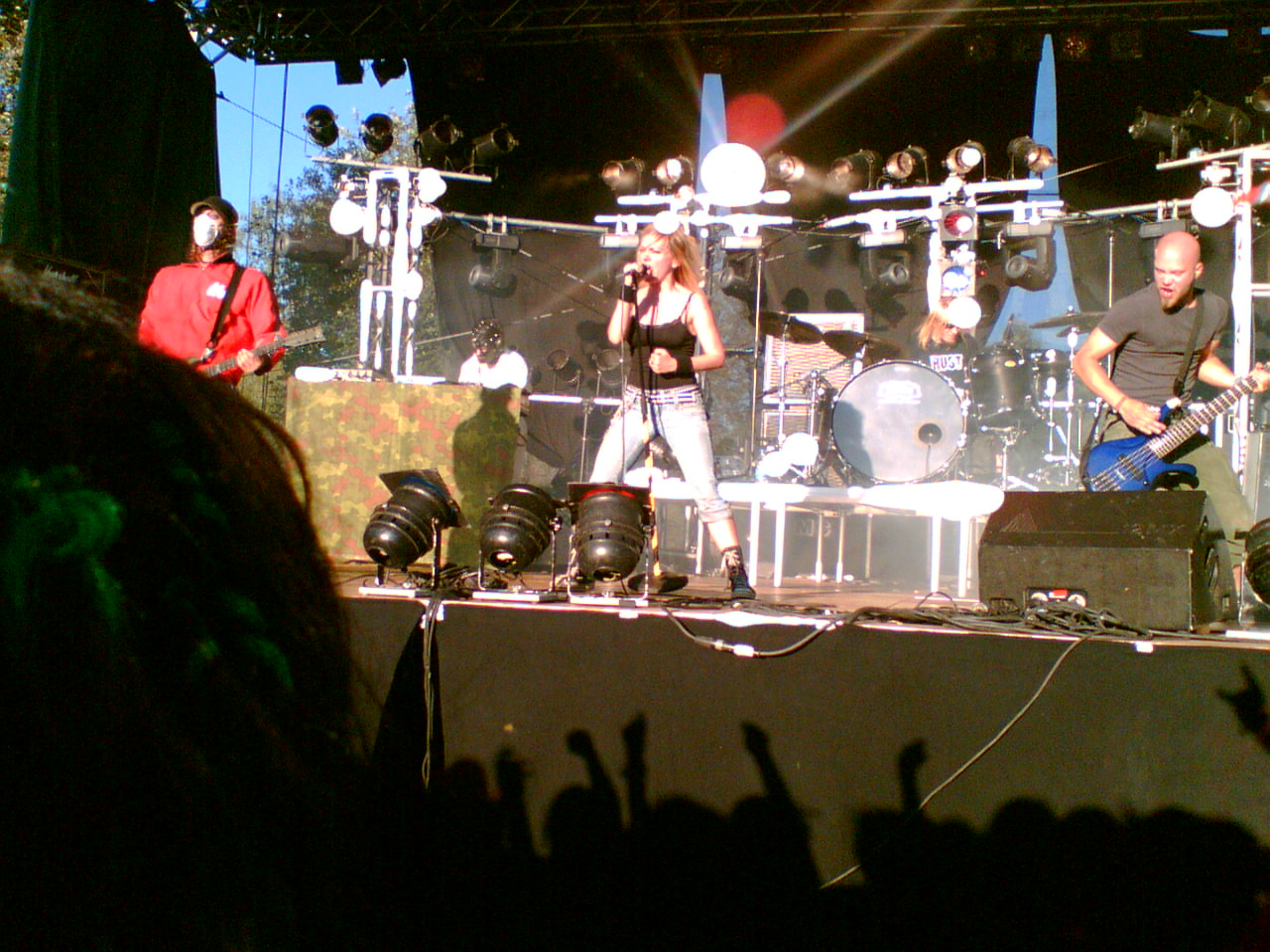
Velcra (2005)

Velcra — финский музыкальный коллектив, играющий в стиле индастриал-метал. В особенности музыкального стиля группы входит использование женского вокала, звучащего на фоне сильно искажённых гитар и маршевых битов с интенсивным использованием семплерных петель. 

## История
Коллектив был образован в 1999 году, и вскоре музыканты подписали контракт на выпуск альбома со звукозаписывающей компанией Virgin Records. Дебютный студийный альбом Consequences of Disobedience вышел в 2002 году и был поддержан синглами «Can’t Stop Fighting», который поднялся до пятого места в финском хит-параде, и «My Law». Velcra выпустили также на синглах песни «Big Brother» и «Test Animals».
В 2005 году группа выпустила свой второй полноформатный альбом Between Force and Fate и сингл с него «Our Will Against Their», вошедший в лучшую тройку финского чарта. Кроме этой песни, были сняты видеоклипы на «Memory Loss» и «The Bong Song». В июне 2006 года ударник Микко Херранен покинул Velcra, чтобы сосредоточиться на другой своей группе RUST.
30 мая 2007 года Velcra выпустили свой третий альбом Hadal в Финляндии и на ITunes. Видео «Quick and Dirty» и «Dusk Becomes a Dawn» были выпущены в 2007 году. Последняя песня была также выпущена в качестве сингла. В начале 2008 года Томи Койвусаари покинул группу, а Тимо Хяннинен присоединился.

## Состав
- Jessi Frey — вокал
- O.D. — программирование, гитара
- Ramonius — бас-гитара
- DJ Freak — клавишные, семплирование
- Timo Hänninen — гитара

### Бывшие участники
- Teb Bonnet — бас-гитара (2001—2005; переехал в Лондон, чтобы изучать арт-менеджмент и продолжать сольную карьеру)
- Mikko Herranen — ударные (2001—2006; ушёл в другую свою группу RUST)
- Wille Hartonen — бас-гитара
- Tomi Koivusaari — гитара (сосредоточился на другой своей группе Amorphis)

## Дискография
- Consequences of Disobedience (2002)
- Between Force and Fate (2005)
- Hadal (2007)